# Терегулов, Ханафи Гасан оглы
Мамед-Ханафи (Ганафи) Гасанович (Терникул-заде) Терегулов (1877—1942) — азербайджанский оперный певец, хормейстер, педагог, революционер. Происходит из рода татарских мурз Терегуловых.

## Биография
Родился 27 ноября 1877 года в Тифлисе в семье обедневшего почетного гражданина Тифлиса Гасана Сафаровича Терегулова и Раббии ханум Акмаевой, Тамбовской губернии.
В семье было много детей, и каждый из них оставил свой заметный след в истории Азербайджана
Братья Ханафи Гасановича:
- Рамазан,
- Али.

Сестры Ханафи Гасановича:
- Байдигюл-Джамал Магомаева (Терегулова)
- Хусни-Джамал
- Малейке Гаджибекова (Терегулова)
- Амина
- Марьям
- Фатьма

У самого Ханафи было двое детей:
- сын — Давид (Дауд) Ханафиевич Терегулов (Москва) (1912—1982) — по специальности инженер-нефтяник, много лет проработал начальником отдела Госплана СССР, был на дипломатической работе в США. Прекрасный музыкант, пианист. Его жена — Раиса Сумбатовна Адамова. Дети Давида Ханафиевича — Тамара, Татьяна, Евгений (1950—2011) (Москва).
- дочь — Тамара Ханафиевна Терегулова (1917—1988), (Казань) — пианистка. Закончила Азербайджанскую консерваторию. Её муж — Апресов Владимир Григорьевич (1915—1982).

Ханафи получил начальное образование в Тифлисском городском училище.
- 1890 год — вместе со своим старшим братом Рамазаном стал работать на строительстве Батумского железнодорожного тоннеля, поскольку возникла острая необходимость помогать семье.
- 1892 год — по ходатайству своего дяди Ибрагим-ага Терегулова был принят в Закавказскую учительскую семинарию в Гори на тюркское отделение, где готовили преподавателей русского языка для татарских и азербайджанских школ, и куда съезжалась молодежь со всего многоязычного и разноликого кавказского края. Зачисленные в семинарию учащиеся жили и учились за казенный счет.
- 1897 год — по окончании учёбы, которая продолжалась пять лет, выпускники обязаны были отработать этот же срок учителями народных школ. Учёба и пребывание в многонациональной семье учащихся, частые коллективные выезды во время каникул в Тифлис, посещение театров (особенно оперного) помогали развитию творческих способностей, прививали высокий художественный вкус. В семинарии преподавали музыку и пение. Игра на скрипке была обязательной для всех. Наряду с другими науками освоил также специальность хормейстера.

Али Терегулов — младший брат Мамед-Ханафи Терегулова, поступивший в эту же семинарию в 1899 году, вспоминая музыкальную практику в семинарии, писал: «Пение, игра на европейских музыкальных инструментах, участие в оркестрах и посещение изредка оперы в Тифлисе явились основой, первым опытом для нас в деле усвоения европейской музыки, её теории и практики».
В семинарии братья подружились с Узеиром Гаджибековым (1885—1948) и Муслимом Магомаевым (будущими азербайджанскими композиторами, которые впоследствии породнились с братьями Терегуловыми, женившись на их сестрах Малейке и Байдигюл-Джамал). Знакомство, начатое в стенах Горийской семинарии, переросло в крепкую дружбу на всю жизнь. Царизм всячески старался привить учащимся Горийской семинарии дух верноподданничества, но тем не менее, среди определённых кругов семинаристов стало проявляться революционное настроение и интерес к идеям марксизма. Среди этой группы оказались и братья Терегуловы…
- По окончании семинарии Терегулов учительствовал в селении Аштарак бывшей Ереванской губернии.
- В начале XX века Х. Терегулов переехал в Баку, где приложил много сил для открытия русско-татарских школ. Именно с городом Баку связана многолетняя, его многогранная общественно-политическая и артистическая деятельность.
- Ещё в бытность свою слушателем Закавказской учительской семинарии, вместе с Гаджибековым, Магомаевым, братом Али и другими, он выступал в ученических спектаклях. По окончании семинарии он участвовал в любительских спектаклях Каспийско-Черноморского общества для детей рабочих в качестве хормейстера, режиссёра и актёра.
- В 1902 году, по предложению русских артистов, он вступил в любительскую труппу «Рабочий театр железнодорожников» при Бакинском железнодорожном депо.

Труппа эта завоевала широкую известность среди бакинского пролетариата, так как активно проповедовала передовые идеи своего времени, пропагандировала произведения русских классиков. Здесь он исполнил немало ролей в драматических сочинениях Гоголя, Островского, Горького. «Рабочий театр железнодорожников» являлся в те годы своего рода и конспиративной квартирой революционеров. Именно здесь молодой педагог и артист получает свою революционную закалку.
- в 1905 году — вступает в партию большевиков.
- В преддверии революции 1905 года (1902-05) он активно включается в революционную работу, не забывая и об артистической и преподавательской карьере.
- В конце 1905 года большой размах приняло движение учащихся средних школ Баку, требовавших коренной реформы школы и выдвигавших общедемократические лозунги.
- В декабре 1905 года была создана организация учащихся — азербайджанцев под названием «Ухуввет» («Братство»), в которой вели социал-демократическую агитацию гумметисты М.Азизбеков, Х.Терегулов, М. Б. Ахундов и другие.

Выполняя поручения партии он часто выезжает в Тифлис, Грозный, Владикавказ и Ростов, где ведёт подпольную пропагандистскую работу, распространяет запрещенную властями литературу, в частности газету «Искра».
В архивах Грузии хранится описание его примет, дактилоскопия и фотографии, сделанные Тифлисским Губернским жандармским управлением в 1909 году во время его очередного ареста.
- 1912-14 годы — в период учёбы Узеира Гаджибекова в Петербургской консерватории, Мамед-Ханафи Терегулов вместе с Абдул-Муслимом Магомаевым и Гусейн Кули Мелик оглы Сарабским стоял во главе молодой азербайджанской оперы. Следуя советам и указаниям Узеира Гаджибекова из Петербурга, молодые руководители укрепляли свой театр, настойчиво повышали уровень его исполнительской культуры, в том числе и хоровой…

Умер 18 декабря 1942 года в Баку.

## Творчество
Бывший учителем так называемой «русско-татарской» школы и преподавая в числе других учебных дисциплин также и пение, вместе с Абдул-Муслимом Магомаевым положил немало сил на организацию азербайджанского оперного хора. К участию в нём они привлекали музыкально одаренных учащихся различных учебных заведений. В скором времени после создания азербайджанского музыкального театра он становится его хормейстером.
Неутомимо стремится он к созданию постоянного по составу хора, настойчиво подбирает голоса. За сравнительно короткий срок ему удалось добиться отличных результатов: если в 1910 году рецензенты не раз писали о слабости хора, то уже через год бакинская пресса отмечала большие сдвиги в его работе. Он был одним из тех, кто с первых своих шагов в азербайджанском оперном театре вносил в него элементы ярко выраженного профессионализма.
С момента возникновения азербайджанского музыкального театра он прочно связывает с ним свою судьбу. Он принимает большое участие в постановке первой национальной оперы.
Обладающий, по свидетельству современных газет, «''недурным баритоном''», он сразу же выдвинулся в число ведущих азербайджанских оперных актеров и, как особо подчеркивали газеты, «''за короткое время своей артистической деятельности... сумел приобрести большую популярность''».
Так, в газете «Каспий» от 14 ноября 1910 года говорилось: «''Хор был, слаб и вял. В противоположность Гусейн Кули Мелик оглы Сарабскому, Ахмед Башир оглы Агдамскому (настоящая фамилия Бадалбейли), Мир Джафар Аббас оглы Багирову, Гусейн Ага Султан оглы Гаджибабабекову и некоторым другим артистам, М.X.Терегулов не владел искусством ханэндэ, что, впрочем, было естественно для певца с низким голосом. Зато он хорошо освоил европейскую вокальную манеру пения. Именно для Терегулова, считавшегося в молодой оперной труппе «одним из самых опытных знатоков», который «хорошо знаком и с теорией европейской музыки''». Узеиром Гаджибековым были написаны первые в азербайджанской опере партии, фиксированные нотами (Нофель в опере «Лейла и Меджун», Меставер в опере «Шах Аббас и Хуршуд Бану», Гара Кешиш в опере «Асли и Керем»).
В дореволюционных операх Узеира Гаджибекова и А-М.Магомаева исполнял заглавные партии по псевдонимом «'''Терникул-заде'''», был хормейстером первых оперных постановок. 
Узеир Гаджибеков высоко ценил ту помощь, которую он оказывал при постановке его первой оперы «Лейла и Меджун» («Лейла и Меджун» — первая азербайджанская опера, написанная в 1908 году Узеиром Гаджибековым по мотивам одноимённой поэмы Физули. Либретто оперы было написано самим [[композитор]]ом). Мамед-Ханафи был хормейстером этой постановки и сам исполнил роль полководца Нофеля, которую Узеир Гаджибеков написал специально для него, обладавшего исключительно мощным, красивым и широкого диапазона голосом. Музыкальность, артистизм и прекрасный вокал у зрителей вызывали неизменное восхищение и бурные аплодисменты.
Дореволюционная пресса не раз высоко оценивала его выступления. По свидетельству газеты «Каспий» от 20 января 1915 года, он «''выделялся своим голосом и игрой''» в роли Нофеля, в партии отца Хумар, героини оперы «Шейх Сэнан».
В «Каспии» от 2 декабря 1909 года отмечалось, что он «''играл удачно и соответственно пел недурно''».
Та же газета хвалила артиста в «''красивой роли''» шаха Ирана Кейкавуса (опера «Рустам и Зохраб»). В роли трактирщика Меставера он был признан «''одним из лучших артистов мусульманской оперы''».
Разносторонне одаренный актер, он «блистал» в комической роли слуги Сафи (музыкальная комедия «Муж и жена»). Рецензент постановки музыкальной комедии «Не та, так эта» пишет, что Ханафи-бек-Терегулов был «''очень типичен, с его задорными манерами, взглядом свысока на остальных простых смертных, не имеющих воротничков''».
Наряду с этим гротескным образом, артисту удаются образы:
- Сулеймана, оптимиста и мудреца в «делах житейских» («Аршин мал алан»)
- сурового деспота Гара Кешиша, находящегося во власти религиозных и националистических предрассудков («Асли и Керем»). «''Х.Терегулов в роли армянского священника, отца Асли, непреклонного в своей воле'', — читаем мы в газете «Каспий» от 30 мая 1912 года, — ''играл мастерски, пел еще лучше''».
- Музыкальной комедии «Аршин мал алан», Узеира Гаджибекова 25 октября 2003 исполнилось 90 лет. В премьере «Аршин мал алан», состоявшейся 25 октября 1913 года в бакинском театре Гаджи Зейналабдина Тагиева (режиссёр-постановщик Г. Араблинский), роль Аскера исполнил Гусейнгулу Сарабски, Гюльчохры — Ахмед Агдамский, Султан бея — Алекбер Гусейнзаде, Сулеймана — Мамед Ханифа Терегулов. Название «Аршин мал алан» никогда не переводилось, лишь иногда в афишах под заглавием давались пояснительные надписи типа «Рецепт удачной женитьбы» или «Продавец товара». Ещё до октябрьской революции «Аршин мал алан» был переведен на несколько языков, а в советскую эпоху в буквальном смысле слова преодолел все границы, неоднократно ставился на сценах не только во всех республиках бывшего Союза, но и во многих других странах мира.

Современная печать давала высокую оценку его артистической деятельности. Ещё до революции на страницах журнала «Театр и искусство», издаваемого в Москве и Петербурге, часто встречалась его фамилия. Азербайджанские газеты по поводу образа Маставара в опере У.Гаджибекова писали, что эта роль «''была выкроена''» на рост Терегулова… Вообще, ряд образов, созданных Уз. Гаджибековым в своих произведениях, писались конкретно под артистический и вокальный дар Мамед Ханафи Терегулова

## Профессиональная деятельность
После Февральской революции 1917 года он вместе со своим братом Али создает в Баку большевистскую организацию «Бирлик» («Единение»), в её состав вошли, главным образом, рабочие-татары бакинских нефтепромыслов, и, в качестве Председателя этой организации, избирается в состав Бакинского комитета РСДРП(б). Вместе с организацией «Гуммет» «Бирлик» входила в общебакинскую организацию РСДРП(б).
В годы мусаватской контрреволюции и иностранной интервенции он вместе со своим братом Али продолжает свою революционную деятельность в Астрахани, которая была в то время своеобразным связующим звеном между Советской Россией и большевиками Закавказья. Здесь, будучи соратником Сергея Мироновича Кирова, он участвовал в героической обороне города и исполнял обязанности Председателя Комиссариата по мусульманским делам Астраханского края. Проявляя личную храбрость он в одиночку выезжал в те села, где местное духовенство вело контрреволюционную пропаганду и на организуемых их сходках вступал с ними дискуссии. Природный пропагандист-агитатор, он в этих дискуссиях неизбежно брал верх… Результатом его агитационной деятельности в этих селах стали сформированные им добровольческие «красные» отряды, вливавшиеся в ряды защитников Астрахани.
В марте 1919 года — был избран в состав Астраханского бюро организации «Гуммет» РКП(б). В эти годы он участвует в боях с контрреволюцией в Урде, затем направляется на партийную работу в Оренбург, где возглавляет Комиссию по борьбе с контрреволюцией, выезжая в связи с этим далеко за пределы Оренбургской губернии.
В 1920 году — возвращается в Баку и активно включается в общественную и культурную жизнь города.
В течение ряда лет он был:
- Начальником Управления искусств Народного Комиссариата просвещения Республики Азербайджан.
- первым организатором и начальником Азербайджанского Фото-кино управления (АФКУ), которое было создано в 1923 в Баку при Наркомпросе республики
- Под его руководством на преобразованной по его инициативе Бакинской киностудии был снят первый в республике полнометражный художественный фильм «Легенда о Девичьей Башне» (1923, реж. Влад. Балльюзек), где он сам сыграл одну из главных ролей — роль Бакинского хана.

Он неоднократно избирался:
- членом ЗакЦИКа, АзЦИКа КПСС,
- депутатом Бакинского Совета депутатов трудящихся,
- Председателем Союза работников искусств Азербайджана,
- бессменным Председателем Общества старых большевиков.

Пользовался доверием Сергея Мироновича Кирова, Георгия Константиновича Орджоникидзе. Был связан большой дружбой со Степаном Шаумяном, Прокофием (Алешей) Джапаридзе, Мешади Азизбековым, Иваном Фиолетовым, Нариманом Наримановым, Дадашем Буниат-заде, Мустафой Кулиевым и многими другими борцами за Советскую власть.

## Признание
- За активную революционную и культурно-просветительскую деятельность он был дважды удостоен звания «Герой Труда»
- 4 апреля 1978 года в Институте истории партии при ЦК Азербайджана филиале Института марксизма-ленинизма была проведена научная сессия, посвященная 100-летию со дня его рождения — профессионального революционера ленинской школы, активного борца за становление советской власти в Азербайджане.